# Канал ди Гриво (Удине)
Канал ди Гриво је насеље у Италији у округу Удине, региону Фурланија-Јулијска крајина.
Према процени из 2011. у насељу је живело 94 становника. Насеље се налази на надморској висини од 251 м.